# Радослав Войташек
Радо̀слав Войта̀шек (на полски: Radosław Wojtaszek) е полски гросмайстор. Роден е на 13 януари 1987 г. в град Елбльонг. Женен е за руската гросмайсторка Алина Кашлинская.
Войташек е шампион на Полша за деца (до 14 г.) за 2001 г. Шампион на Полша за юноши (до 20 г.) за 2004 и 2005 г. Национален шампион на Полша за 2005, 2014 и 2016 година.
Войташек влиза в топ 100 на ранглистата на ФИДЕ през юли 2006 година, а от 2014 е с редовно присъствие в топ 20. Преминава границата от 2700 точки ЕЛО през септември 2010. Най-доброто му класиране в ранглистата на ФИДЕ е 15-о.
Известен факт е, че Войташек е един от секундантите на гросмайстор Вишванатан Ананд по време на мачовете на последния за световните първенства по шахмат през 2008, 2010, 2012, 2013 и 2014 година.
В шахматните среди е известен с прякора Радек.

## Шахматна кариера
Радослав Войташек се установява като един от най-добрите и перспективни играчи на Полша още от много ранна възраст. На световното първенство по шахмат за деца (до 14 г.) през 2001 г. той заема престижното трето място, отстъпвайки само на Виктор Ердос и Хикару Накамура, а малко по-късно става и шампион на Полша за деца (до 14 г.), побеждавайки Кшищоф Якубовски в тайбрек.
През 2003 г. получава титлата международен майстор, а през 2004 г. успява да спечели европейското и световното първенство по шахмат за юноши (до 18 г.).
През 2005 г. става най-добрия шахматист в Полша, покрива и последната норма за получаване на титлата гросмайстор и става национален шампион по шахмат на Полша за възрастни.
През 2006 г. участва за Полша на Шахматната Олимпиада в Торино като прави невероятния резултат от 9 точки в 11 мача. Декември 2008 Войташек става европейски шампион по рапид шахмат.
През 2009 г. става втори на полския национален шампионат и дели второто място с Михаил Ройз на първото издание на силния турнир за горсмайстори в Любляна. През същата година печели турнира Найдорф мемориал с резултат 6/9.
През 2010 г. на 39-ото издание на Рилтън Къп, Войташек постига резултат от 6.5 точки и поделя местата от 1-во до 5-о с Едуардас Розеналис, Павел Понкратов, Люк Макшейн и Игор Лусиж. По-късно същата година завършва на второ място на петото издание на международния турнир в Полша, Вроцлав. През август 2010 г. печели четвъртото издание на международния турнир „Сан Хуан“, проведен в Памплона, Испания с резултат 6.5/9 след изиграване на тайбрек срещу Фресине Лоран.
Лятото на 2011 година, Войташек печели деветото издание на Георги Маркс Мемориал в Пакш, Унгария..
2012 и началото на 2013 година са едни от най-слабите му години в професионалния шах. През 2012 най-добрите му резултати са две трети места на турнирите Карпов Интернешънъл и Колката Опън. Края на 2013 година обаче е позитивен след като успява да стане едноличен лидер на силния турнир Цюрих Опън с резултат от 6/7 точки.
2014 година започва добре за Войташек с победа на Базел Мастърс, а по-късно през годината той става национален шампион по шахмат на Полша за втори път през кариерата си.
През 2015 година, Войташек участва за първи път на супертурнира Тата Стийл, провеждащ се в малкото холандско градче Вайк-ан-Зее. Завършва турнира в долната част на класирането с резултат 5.5/13, но участието му в този турнир винаги ще се помни с победите му над първия и втория в ранглистата по това време – Магнус Карлсен и Фабиано Каруана. Лятото на същата година завършва на второ място само след Максим Вашие-Лаграв на турнира Биел с резултат 6/10 точки.
Април 2016 става национален шампион на Полша за трети път в кариерата си.
2017 година не започва особено добре за Войташек. Той се представя неубедително, завършвайки в долната част на таблицата на супер турнира Тата Стийл с резултат 6/13 точки.